# 襄陽郡 (中国)
襄陽郡（じょうよう-ぐん）は、中国にかつて存在した郡。後漢末から唐代にかけて、現在の湖北省襄陽市一帯に設置された。

## 概要
208年（後漢の建安13年）、曹操が荊州を平定すると、南郡の編県以北と南陽郡の山都県を合わせて襄陽郡が立てられた。ただし魚豢によると、魏の文帝のときに立てられたものという。襄陽郡は荊州に属し、郡治は襄陽県に置かれた。
晋のとき、襄陽郡は宜城・中廬・邔・臨沮・襄陽・山都・鄧城・鄾の8県を管轄した。
449年（南朝宋の元嘉26年）、襄陽郡は雍州に転属した。南朝宋の襄陽郡は襄陽・中廬・邔の3県を管轄した。
南朝斉のとき、襄陽郡は襄陽・中廬・邔・建昌の4県を管轄した。
546年（南朝梁の中大同元年）、岳陽王蕭詧が雍州刺史となり、襄陽に赴任した。
549年（大統15年）、蕭詧が西魏に降った。554年（恭帝元年）、西魏が江陵を平定すると、蕭詧には江陵一州の地が与えられ、襄陽は西魏の領土となった。襄陽郡は襄州に転属した。
583年（開皇3年）、隋が郡制を廃すると、襄陽郡は廃止されて、襄州に編入された。607年（大業3年）に州が廃止されて郡が置かれると、襄州が襄陽郡と改称された。襄陽郡は襄陽・安養・穀城・上洪・率道・漢南・陰城・義清・南漳・常平・鄀の11県を管轄した。
621年（武徳4年）、唐が王世充を平定すると、襄陽郡は襄州と改められ、襄陽・安養・漢南・義清・南漳・常平の6県を管轄した。742年（天宝元年）、襄州は襄陽郡と改称された。758年（乾元元年）、襄陽郡は襄州と改称され、襄陽郡の呼称は姿を消した。